# Coppa Italia (pallamano maschile)
La Coppa Italia di pallamano maschile è una competizione di pallamano per club maschili fondata nel 1974.
Essa si svolge a cadenza annuale e generalmente si affrontano i club partecipanti al torneo di primo livello del campionato italiano di pallamano maschile.
A tutto il 2023 si sono svolte trentotto edizioni della coppa. Con sei titoli, la Pallamano Trieste e la Pallamano Conversano 1973 sono le squadre che detengono il record di successi in questa competizione; alle loro spalle sege il SSV Bozen Loacker con cinque.
L'attuale squadra campione in carica è l'SSV Brixen Handball, alla sua quarta vittoria, che ha sconfitto in finale l'Alperia Black Devils.

## Albo d'oro
| Edizione  | Vincitore              | Risultato/i            | 2º classificato        | Note                   |
| --------- | ---------------------- | ---------------------- | ---------------------- | ---------------------- |
| 1974-1975 | Rovereto               |                        |                        |                        |
| 1975-1976 | Rovereto               |                        |                        |                        |
| 1976-1977 | Rovereto               |                        |                        |                        |
| 1977-1979 | Edizioni non disputate | Edizioni non disputate | Edizioni non disputate | Edizioni non disputate |
| 1979-1980 | Rovereto               | 15-13 (4-6; 11-7)      | Pallamano Rimini       |                        |
| 1980-1981 | Edizione non disputata | Edizione non disputata | Edizione non disputata | Edizione non disputata |
| 1981-1982 | Brixen                 |                        | Pallamano Rimini       |                        |
| 1982-1986 | Edizioni non disputate | Edizioni non disputate | Edizioni non disputate | Edizioni non disputate |
| 1986-1987 | Trieste                |                        |                        |                        |
| 1987-1988 | Brixen                 | Girone finale          | Rubiera                |                        |
| 1988-1992 | Edizioni non disputate | Edizioni non disputate | Edizioni non disputate | Edizioni non disputate |
| 1992-1993 | Trieste                |                        |                        |                        |
| 1993-1994 | Rubiera                |                        |                        |                        |
| 1994-1995 | Trieste                |                        |                        |                        |
| 1995-1996 | Ortigia                |                        |                        |                        |
| 1996-1997 | Ortigia                |                        |                        |                        |
| 1997-1998 | Prato                  | 48-43 (23-22; 25-21)   | Haenna                 |                        |
| 1998-1999 | Trieste                | 46-44 (29-20; 17-24)   | Prato                  |                        |
| 1999-2000 | Prato                  | 39-39 (22-24; 17-15)   | Trieste                |                        |
| 2000-2001 | Trieste                | 28-23                  | Black Devils           |                        |
| 2001-2002 | Trieste                | 27-23                  | Conversano             |                        |
| 2002-2003 | Conversano             | 24-19                  | Prato                  |                        |
| 2003-2004 | Black Devils           | 21-19                  | Conversano             |                        |
| 2004-2005 | Secchia                | 27-22                  | Trieste                |                        |
| 2005-2006 | Conversano             | 29-20                  | Prato                  |                        |
| 2006-2007 | Casarano               | 36-27                  | Trieste                |                        |
| 2007-2008 | Casarano               | 31-26                  | Black Devils           |                        |
| 2008-2009 | Conversano             | 33-24                  | Casarano               |                        |
| 2009-2010 | Conversano             | 30-26                  | Albatro Siracusa       |                        |
| 2010-2011 | Conversano             | 31-30                  | Noci                   |                        |
| 2011-2012 | Bozen                  | 29-27                  | Junior Fasano          |                        |
| 2012-2013 | Bozen                  | 30-24                  | Junior Fasano          |                        |
| 2013-2014 | Junior Fasano          | 31-28                  | Carpi                  |                        |
| 2014-2015 | Bozen                  | 25-19                  | Pressano               |                        |
| 2015-2016 | Junior Fasano          | 29-28                  | Bozen                  |                        |
| 2016-2017 | Junior Fasano          | 30-29                  | Bozen                  |                        |
| 2017-2018 | Pressano               | 26-20                  | Bozen                  |                        |
| 2018-2019 | Bozen                  | 28-21                  | Pressano               |                        |
| 2019-2020 | Bozen                  | 32-29                  | Siena                  |                        |
| 2020-2021 | Conversano             | 29-27                  | Cassano Magnago        |                        |
| 2021-2022 | Sassari                | 37-36                  | Conversano             |                        |
| 2022-2023 | Brixen                 | 31-30                  | Junior Fasano          |                        |
| 2023-2024 | Brixen                 | 26-25                  | Black Devils           |                        |
| 2024-2025 | Cassano Magnago        | 29-26                  | Conversano             |                        |

### Riepilogo vittorie per club
| Numero | Club            | Anni                                                 |
| ------ | --------------- | ---------------------------------------------------- |
| 6      | Conversano      | 2002-03, 2005-06, 2008-09, 2009-10, 2010-11, 2020-21 |
| 6      | Trieste         | 1986-87, 1992-93, 1994-95, 1998-99, 2000-01, 2001-02 |
| 5      | Bozen           | 2011-12, 2012-13, 2014-15, 2018-19, 2019-20          |
| 4      | Brixen          | 1981-82, 1987-88, 2022-23, 2023-24                   |
| 4      | Rovereto        | 1974-75, 1975-76, 1976-77, 1979-80                   |
| 3      | Junior Fasano   | 2013-14, 2015-16, 2016-17                            |
| 2      | Casarano        | 2006-07, 2007-08                                     |
| 2      | Secchia Rubiera | 1993-94, 2004-05                                     |
| 2      | Prato           | 1997-98, 1999-00                                     |
| 2      | Ortigia         | 1995-96, 1996-97                                     |
| 1      | Cassano Magnago | 2024-25                                              |
| 1      | Sassari         | 2021-22                                              |
| 1      | Pressano        | 2017-18                                              |
| 1      | Black Devils    | 2003-04                                              |